# Akara czerwona
Akara czerwona, czerwieniak dwuplamy, czerwieniak  (Rubricatochromis bimaculatus) – gatunek słodkowodnej ryby okoniokształtnej z rodziny pielęgnicowatych (Cichlidae). Bywa hodowana w akwariach domowych.

## Występowanie
Głównie Afryka Zachodnia, notowana również w Afryce Środkowej i Północnej – od Algierii do Egiptu.

## Charakterystyka
Długość około 10 cm. Bardzo agresywna zwłaszcza w małych zbiornikach. W czasie tarła odważnie atakuje wszystkie ryby. W bardzo dużych zbiornikach wyznacza rewiry, których zaciekle broni. Intensywnie ubarwiona pielęgnica, szczególnie w czasie tarła. Samiec bladoczerwony z seledynowymi cętkami, samica jaskrawo czerwona z licznymi, seledynowymi cętkami. Samica składa ikrę na kamieniu, który jest najpierw dokładnie czyszczony. Gniazda pilnuje samiec i samica. Nie jest zalecana do akwarium wielogatunkowego.

## Warunki w akwarium
| Zalecane warunki w akwarium | Zalecane warunki w akwarium |
| --------------------------- | --------------------------- |
| Zbiornik                    | średni lub duży             |
| Temperatura wody            | 24–28 °C                    |
| Twardość wody               | do 15°n                     |
| Skala pH                    | ok. 7,0                     |
| pokarm                      | żywy, suchy, mrożony        |
| Uwagi                       |                             |

## Warunki hodowlane
Bardzo agresywna, podczas tarła atakuje nawet dużo większe ryby od siebie. Przekopuje podłoże oraz wyrywa rośliny, natomiast akwarium powinno być dobrze zarośnięte mocnymi roślinami oraz jasno oświetlone.